# Sophie Hoechstetter

Sophie Hoechstetter

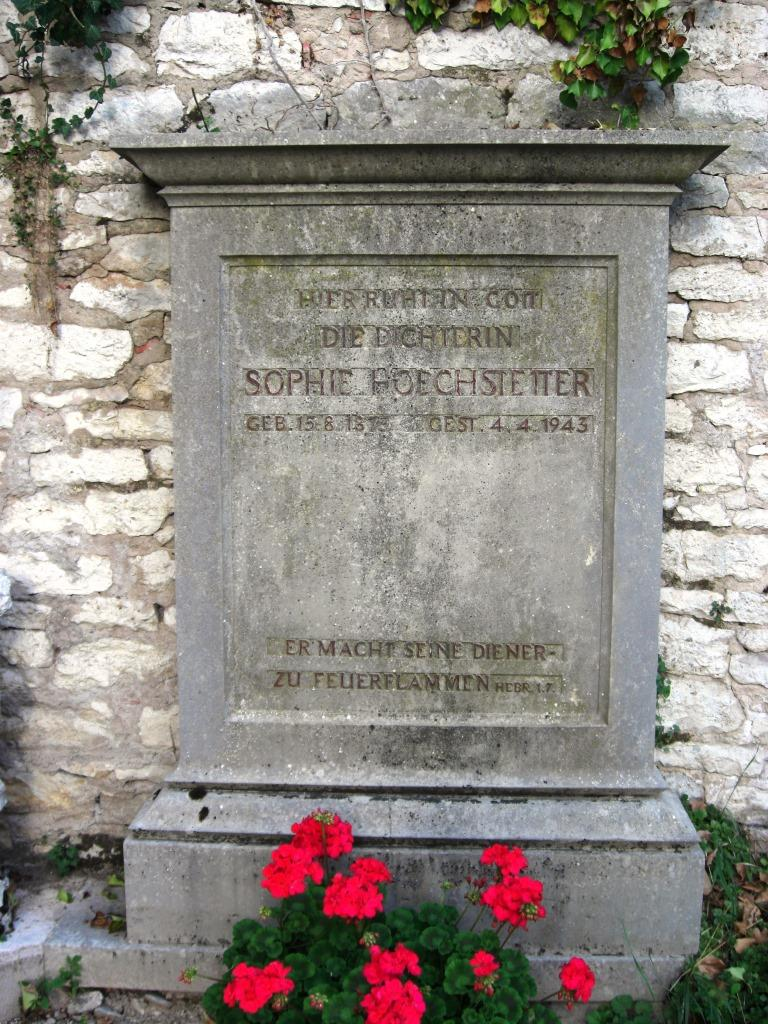
Grab von Sophie Hoechstetter auf dem Friedhof in Pappenheim

Sophie Walburga Margaretha Hoechstetter (* 15. August 1873 in Pappenheim; † 4. April 1943 in der Moosschwaige bei Dachau) war eine deutsche  Schriftstellerin, Dichterin und Malerin.

## Leben
Sophie Hoechstetter wurde am 15. August 1873 als jüngste von sechs Töchtern des Apothekers Heinrich Hoechstetter und seiner Frau Friederike, geb. Nettinger, aus Unternzenn, in der heutigen Hoechstetterapotheke in der Deisinger Straße 26 in Pappenheim geboren. Die Familie entstammte dem alten Augsburger Patriziergeschlecht Höchstetter von Burgwalden, welches 1518 durch Kaiser Maximilian I. nobilitiert wurde.
Hoechstetter blieb bis zu ihrem 15. Lebensjahr in Pappenheim und ging dann nach Bayreuth auf die Höhere Töchterschule. Danach verbrachte sie einige Jahre bei ihrer Patentante in Ansbach.
Schon damals bewunderte sie George Gordon Byron und Johann Wolfgang von Goethe. 1896 veröffentlichte sie mit Goethe als Erzieher ihr erstes Werk. In Dornburg/Saale bewohnte sie mit ihrer etwa fünf Jahre jüngeren Lebenspartnerin, der Schriftstellerin Toni Schwabe, eines der Schlösser; in Berlin hatte sie eine Wohnung. Nach den 1930er Jahren kaufte sie sich mit ihrer neuen Lebenspartnerin Carola von Crailsheim ein Grundstück in der Nähe der Pappenheimer Burg und erbaute dort ein Haus.
1933 wurde sie zur Ehrenbürgerin ihrer Heimatstadt Pappenheim ernannt. Ihren Lebensabend verbrachte Hoechstetter in der Großen Moosschwaige des Künstlerehepaares Carl Olof und Elly Petersen bei Dachau. In einem Nachruf zum 30. Todestag schrieb Carola von Crailsheim: „Kein Autor hat Franken so schön, so einfühlend, so eindrucksvoll geschildert wie Sophie Hoechstetter“.
Im erweiterten Vorstand des Wissenschaftlich-humanitären Komitees (WHK) setzte sich Hoechstetter für die Interessen der Homosexuellen ein.

## Ehrungen
In ihrer Geburtsstadt Pappenheim erinnert eine Straße an die Verfasserin zahlreicher Romane.

## Werke (Auswahl)
- Goethe als Erzieher.Ein Wort an emanzipierte Frauen. Schupp, München 1896.
- Die Verstoßenen. Sozialer Roman. Person, Dresden 1896, (Digitalisat).
- Max Mühlen. Die Geschichte einer Liebe. Roman, Fischer, Berlin 1897.
- Sehnsucht – Schönheit – Dämmerung. Die Geschichte einer Jugend. Roman, Schuster & Löffler, Berlin 1898/1909.
- Der Dichter. Roman, Schuster & Löffler, Berlin 1899.
- Bis die Hand sinkt. Roman, Reißner, Dresden 1900.
- Dietrich Lanken. Aus einem stillen Leben. Roman, Gbr. Paetel, Berlin 1904.
- Der Pfeifer. Roman, Fontane & Co, Berlin 1903/1906.
- Geduld, die Geschichte einer Sehnsucht. Roman, Letto, Berlin 1904.
- Er versprach ihr einst das Paradies. eine Novelle, 1904.
- Eine „fromme“ Lüge. Erzählung, Hilger, Berlin 1905.
- Vielleicht auch träumen. Verse, Georg Müller, München/Leipzig 1906, Neuausgabe Hofenberg, Berlin 2023, ISBN 978-3-7437-4765-4.
- 6 Sonette. Städte und Menschen. Meyer, Berlin 1907.
- Kapellendorf. Roman, Müller, München 1908, Neuausgabe Hofenberg, Berlin 2023, ISBN 978-3-7437-4687-9.
- Frieda Freiin von Bülow. Ein Lebensbild. Reißner, Dresden 1910.
- Passion.  S. Fischer, Berlin 1911.
- Das Herz. Arabesken um die Existenz des Georg Rosenkreutz. C. Reissner, Dresden / Leipzig, 1913.
- Seele. Philosophische Rhapsodie. 1913.
- Die Heimat. Roman, Müller, München 1917.
- Die Freiheit. A. Scherl, Berlin 1917.
- Mein Freund Rosenkreutz. Fränkische Novellen. Einhorn-Verlag, Dachau 1917. Digitalisat (PDF, 16,34 MB).
- Die weiße Stunde. Novelle, Westermann, Braunschweig 1917.
- Das Erdgesicht, zeitloser Roman. Dagmar Novelle, Müller, München 1918.
- Meine Schwester Edith. Roman aus einer kleinen Stadt. Roman, R. Bong, Berlin 1918.
- Der Opfertrank. Ein Roman aus der franz. Revolution. Landhaus Verlag, Jena 1918.
- Der Brief. Engelshorn, Stuttgart 1919.
- Letzter Frühling. Gesellschaftsroman, Rudolf Mosse, Berlin 1919.
- Das Erlebnis. Fränkische Novellen. Einhorn, Dachau 1919/1925.
- Brot und Wein. Roman, Westermann, Braunschweig 1919 / Bücherlese, Leipzig 1921.
- Dagmar. Die Weltliteratur, Berlin/Einhorn, Dachau 1920.
- Die letzte Flamme. Roman, LandhausVerlag, Jena 1920.
- Eos und Hesperos. Hans von Hülsen, zwei Platen-Novellen. Tilgner, Potsdam 1920.
- Frau Hüttenrauchs Witwenzeit. Roman, A. Scherl, Berlin 1921.
- Scheinwerfer. Roman aus dem Berliner Revolutionswinter. J. Engelhorns Nachf., Stuttgart 1922.
- Das Krongut. Roman, Sybillenverlag, Dresden 1922.
- Augusts Rettung oder Die Apotheke zum Goldenen Einhorn. Eine heitere Novelle, Verlag Deutsche Buchwerkstätten, Dresden 1922.
- Maskenball des Herzens. Eine Rokokogeschichte, Linden, Leipzig 1922/Vorlage für den Film „Komödie des Herzens“ 30. September 1924.
- Schön ist die Jugend. Roman aus der Wende des 19. Jhdt., Einhorn, Dachau 1923.
- Das Kind von Europa. Die Geschichte des Kaspar Hauser. F.L. Schrag, Nürnberg 1924.
- Das Unvergessliche von Byron. Übersetzung von Sophie Hoechstetter, Zum Gedächtnis seines 100ten Todestages, Der Bund 1924.
- Der Sehnsuchtsweg nach Sanssouci. Fränkische Novellen. Westermann, Braunschweig 1924.
- Lord Byrons Jugendtraum. Novelle. Mit einem Nachwort von Hugo Marcus. Reclam, Leipzig o. J. [1925].
- Der Sehnsuchtsweg nach Sanssouci. Fränkische Novellen. Einhorn, Dachau 1925/1930.
- Königin Luise. Historischer Roman. R. Bong, Berlin 1926, (Digitalisat).
- Die Flucht in den Sommer. Roman, Guido Hackebeil, Berlin 1926.
- Romantische Novellen. 1926.
- Der heimliche Wallfahrtsort. Roman, Lesegemeinschaft, Weimar 1927.
- Der wunderschöne Streit. Erzählung, Brügel, Ansbach 1928.
- Vorwort zur Maria Gräfin Gneisenau von Sophie Hoechstetter. Der Tod des Adrian Güldenkron. Gedichte, Requiem, Weimar, Erich Lichtenstein-Verlag 1928.
- Königskinder. K. F. Koehler, Leipzig 1928.
- Die wunderliche Erbschaft. Volksverband der Bücherfreunde. Wegweiser-Verlag, Berlin 1930.
- Louis Ferdinand Prinz von Preußen. Roman aus der Zeit vor 1806. Koehler & Amelang, Leipzig 1930.
- Das rote Schloß. 1930.
- Gesammelte Novellen. 1932.
- Caroline und Lotte. Roman um Friedrich Schiller. Koehler & Amelang, Leipzig 1937.
- Das kleine Hermelinchen. Seltsame Begegnungen. Zwei Novellen, 2. Auflage, Velhagen & Klasing, Bielefeld und Leipzig 1937.
- Das kleine Hermelinchen. Seltsame Begegnungen. Zwei Novellen, Feldpostausgabe, Velhagen & Klasing, Bielefeld und Leipzig 1941.
- Im Tauwind. Roman aus dem Bayreuth um 1813.  O. Beyer, Leipzig 1941.
- Aus blauer Vergessenheit. Novelle.